# Меморіал Івана Глінки 1994
Тихоокеанський кубок (англ. Pacific Cup) — 4-й міжнародний юніорський хокейний турнір.

## Підсумкова таблиця
| М  | Команда | І | В | Н | П | Ш    | О |
| -- | ------- | - | - | - | - | ---- | - |
| 1. | Канада  | 3 | 2 | 1 | 0 | 14:3 | 5 |
| 2. | США     | 3 | 1 | 1 | 1 | 9:5  | 3 |
| 3. | Японія  | 3 | 1 | 0 | 2 | 4:14 | 2 |
| 4. | Росія   | 3 | 1 | 0 | 2 | 7:9  | 2 |

- Канада - США 2:2
- Росія - Японія 1:3
- Канада - Японія 8:0
- Росія - США 5:2
- США - Японія 5:1
- Росія — Канада 1:4

## Плей-оф

### Півфінали
- США - Японія 7:1
- Канада - Росія 8:3

### Матч за 3 місце
- Росія - Японія 7:4

### Фінал
- Канада - США 5:2